# كلمة مستحدثة
مولد أو المستحدث،[محل شك] وهي كلمة وضعت حديثاً في اللغة، واستحدث الشيء أي أوجده واستحدث الخبر أي وجده جديداً، في اللغة هو اللفظ الجديد الذي لم يدخل في العرف، واستعمال مَعْنًى جديد لكلمة قديمة.

## وصلات خارجية
(بالعربية)
- ما هي neology؟ - منتديات عتيدة

(بالإنجليزية)
- Morphophonemics of Loanwords in Translation
- Shadia Y. Banjar. Neologism & Translation